# Смолиці (Зґерський повіт)
Смолиці (пол. Smolice) — село в Польщі, у гміні Стрикув Зґерського повіту Лодзинського воєводства.
Населення — 367 осіб (2011).
У 1975-1998 роках село належало до Лодзинського воєводства.

## Демографія
Демографічна структура станом на 31 березня 2011 року:
|          | Загалом | Допрацездатний вік | Працездатний вік | Постпрацездатний вік |
| -------- | ------- | ------------------ | ---------------- | -------------------- |
| Чоловіки | 192     | 40                 | 130              | 22                   |
| Жінки    | 175     | 26                 | 105              | 44                   |
| Разом    | 367     | 66                 | 235              | 66                   |